# Fämtfallet

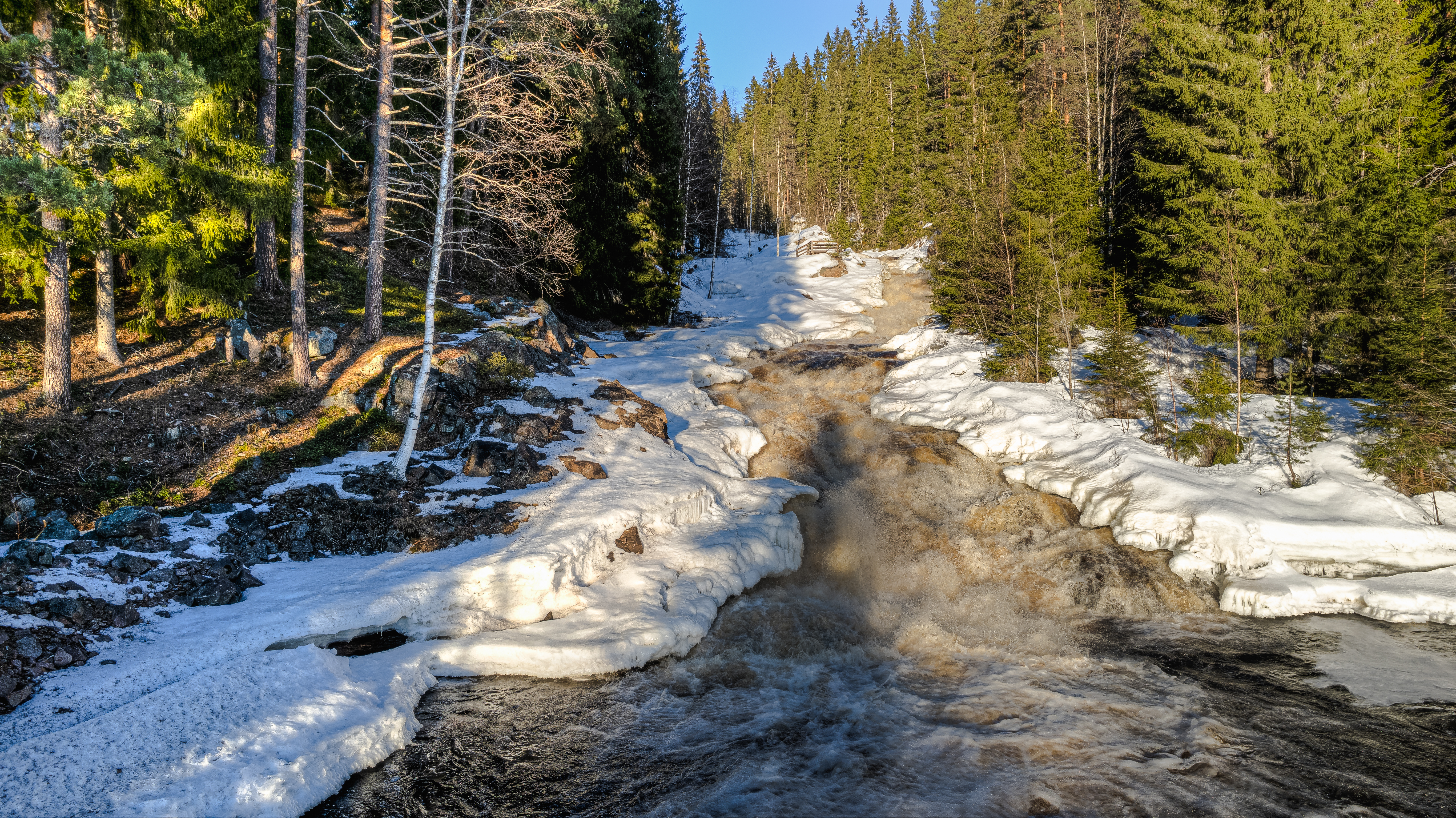
Fämtfallet i mars 2023

Fämtfallet ligger i ån Fämtan strax innan denna mynnar ut i Klarälven, cirka 5 km, norr om Ambjörby, vid riksväg 62 i Torsby kommun, Värmland. Fallen har en höjd av 44 meter men den totala fallhöjden är 100 meter på en sträcka av 4,2 km. Cirka 1 km uppströms från fallen har en storslagen kanjon bildats och djupet är ungefär 60 meter.
Fallen har länge nyttjats för vattenkraft till olika verksamheter. Till de fasta fornlämningarna hör bland annat slaggvarp som tillhört Femtå Bruk som fick sina privilegier 1837 och som sedan drevs fram till 1862. Även resterna av en ramsåg hör till de fasta fornlämningarna. Såg har enligt uppgift funnits sedan 1600-talet. Bland övriga kulturhistoriska lämningar kan nämnas en tullkvarn som ägdes av Uddeholmsbolaget där bönderna fick betala för malningen. I övrigt har det vid fallen funnits ett antal småkvarnar som har ägts av bönderna i byarna runt om. Resterna av en skvaltkvarn finns kvar. Även kvarnar har funnits sedan 1600-talet. Man kan se fundamenten efter två kraftstationer. Driften av dessa lades ner på 1940-talet. Fämtan har även varit flottningsled under ett par hundra år.
Fämtan med dess närområde är klassat som ett Natura 2000-område. Vandringsled finns på båda sidor om forsen där även information om fornlämningarna ges.

## Bildgalleri

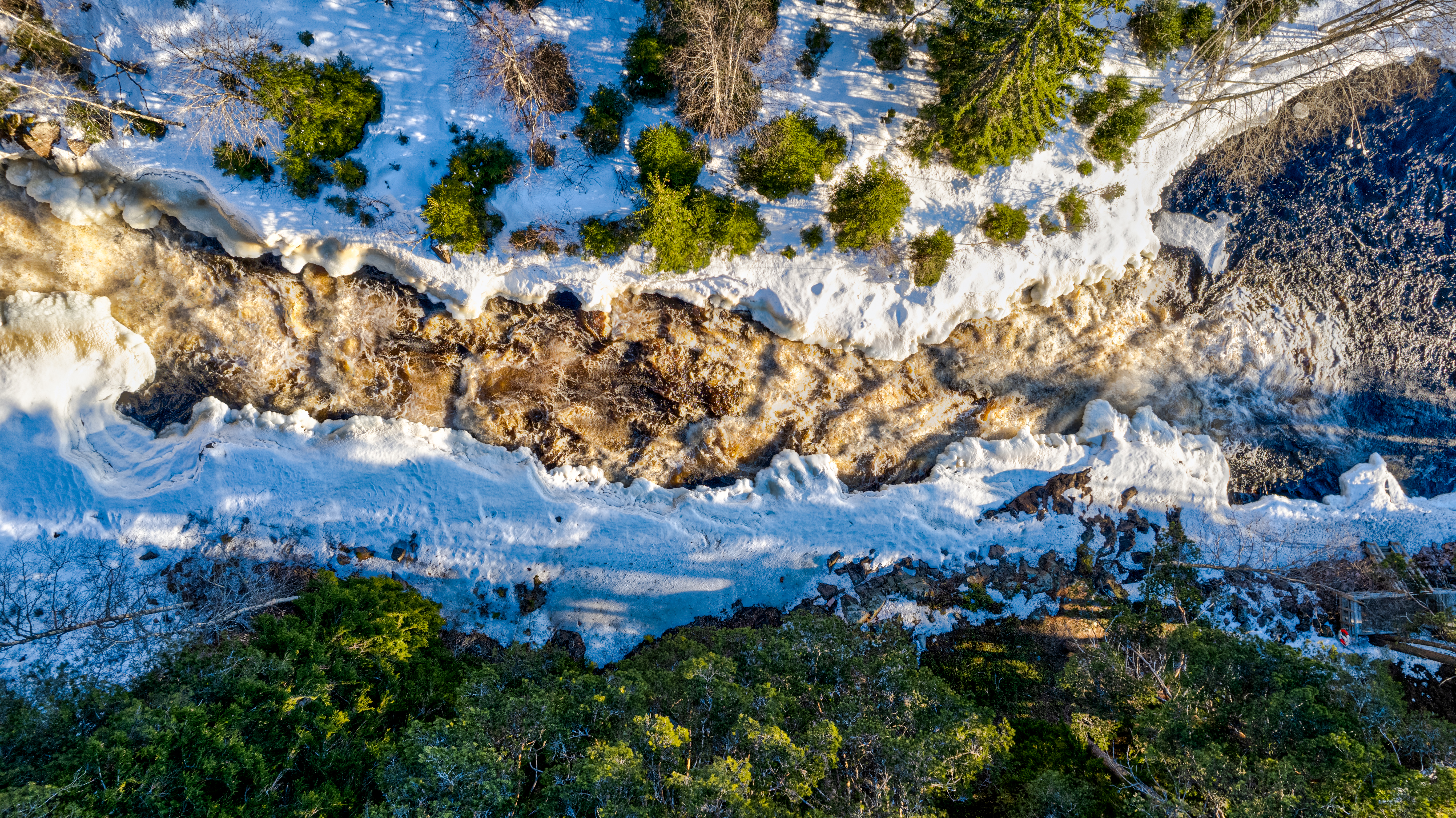
Fallet sett uppifrån
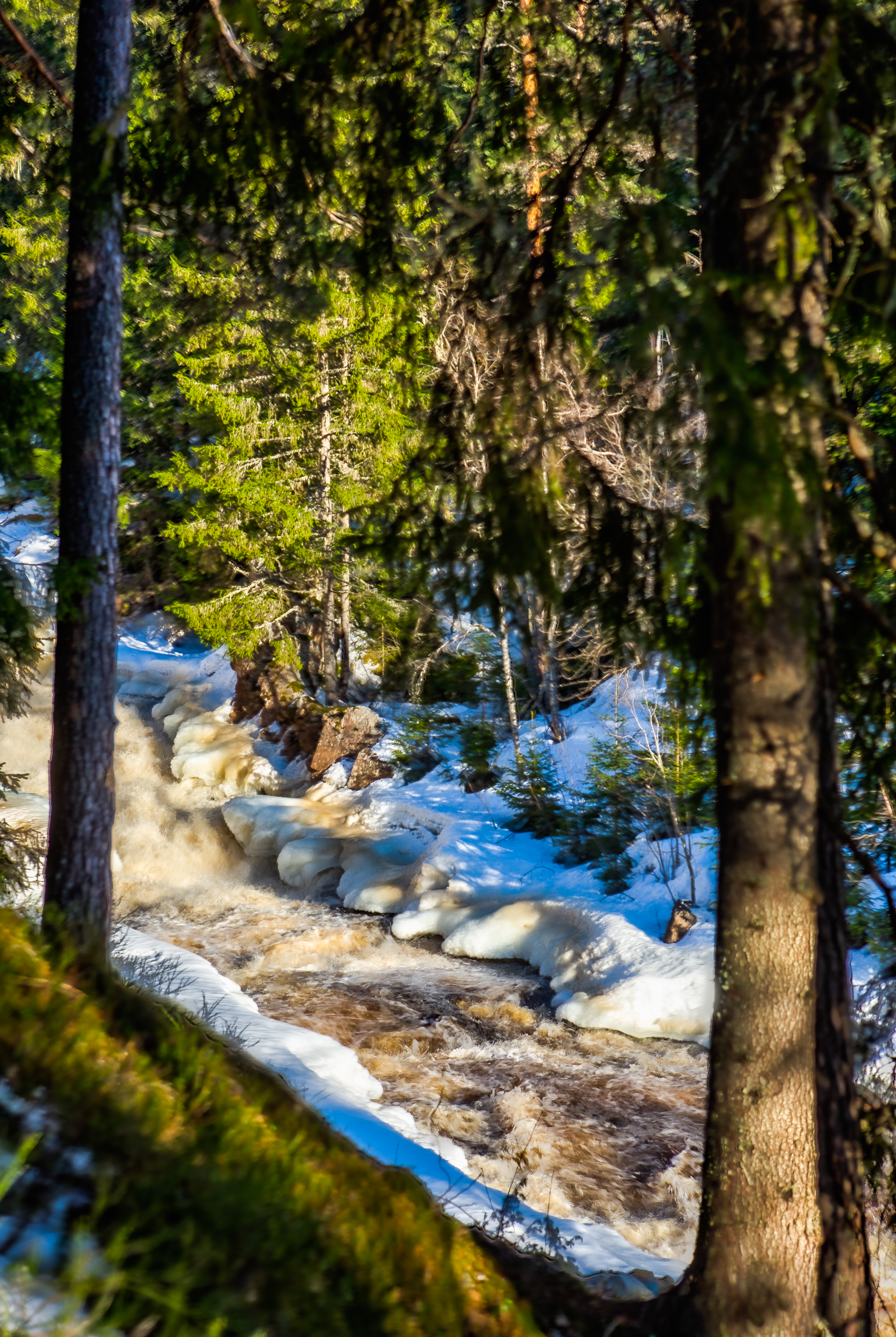
Fallet sett från vandringsleden
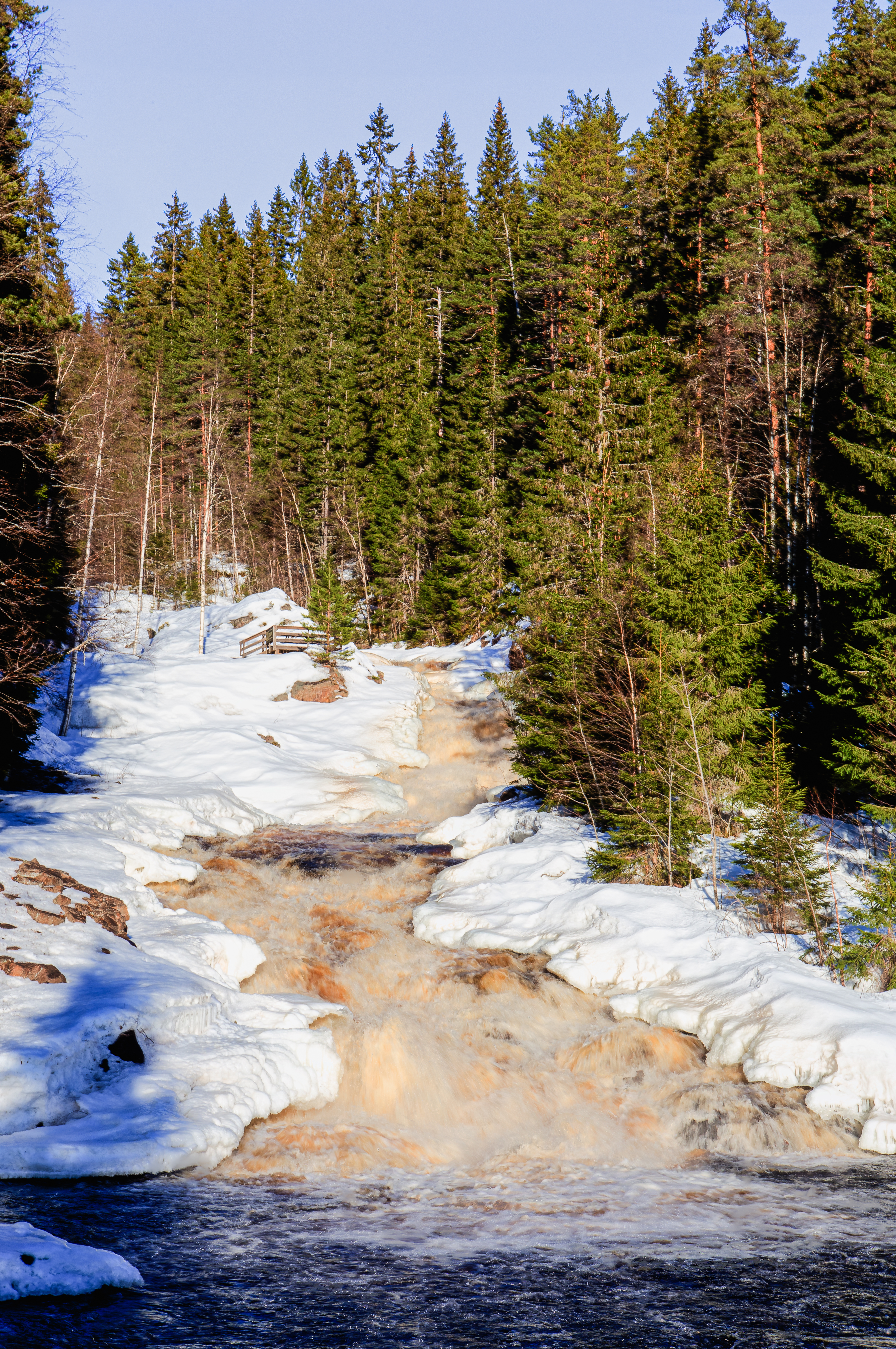
Fallet sett nedifrån